# Sphagnum ceylonicum
Sphagnum ceylonicum là một loài rêu trong họ Sphagnaceae. Loài này được Mitt. ex Warnst. mô tả khoa học đầu tiên năm 1890.